# Берёзовка (приток Урги)
Берёзовка — река в России, протекает в Бутурлинском и Княгининском районах Нижегородской области. Устье реки находится в 161 км по левому берегу реки Урга. Длина реки составляет 16 км, площадь бассейна — 112 км². В 100 метрах от устья принимает справа реку Переделка.
Река берёт начало у деревни Малая Андреевка (Каменищенский сельсовет, Бутурлинский район) в 14 км к северо-востоку от посёлка Бутурлино. Река течёт на северо-восток, протекает деревни Малая Андреевка (Бутурлинский район) и Молебное (Княгининский район). Впадает в Ургу выше села Урга.

## Данные водного реестра
По данным государственного водного реестра России относится к Верхневолжскому бассейновому округу, водохозяйственный участок реки — Сура от устья реки Алатырь и до устья, речной подбассейн реки — Сура. Речной бассейн реки — (Верхняя) Волга до Куйбышевского водохранилища (без бассейна Оки).
По данным геоинформационной системы водохозяйственного районирования территории РФ, подготовленной Федеральным агентством водных ресурсов, код водного объекта в государственном водном реестре — 08010500412110000040131.